# التسريع (فلم)
التسريع (بالإنجليزية: Acceleration) هو فيلم أكشن أمريكي صدر عام 2019 من إخراج مايكل ميرينو ودانيال زيريلي. وبطولة شون باتريك فلانري مع دولف لوندجرن وتشاك ليدل وناتالي بيرن وداني تريخو في أدوار داعمة.

## روابط خارجية
- مقالات تستعمل روابط فنية بلا صلة مع ويكي بيانات